# ABCミュージック21
ABCミュージック21（エービーシーミュージックトゥーワン）は、1999年10月4日から2009年4月3日まで朝日放送ラジオ（ABCラジオ）で平日および土曜日の夜21時台に放送されていた音楽番組である。

## 概要
深夜番組「ABCミュージックパラダイス」（以下：ミューパラ）の姉妹番組として位置づけられ、ナイター中継のフィラー番組である。
リスナーからのリクエストを参考にしながら、最新の邦楽ヒット・ナンバーを中心に、ちょっと懐かしい曲もOAしていた。毎月21日に放送があると「21の日（トゥーワンの日）」として、メッセージが紹介されたリスナーに番組グッズ三点セットがプレゼントされた。
番組を担当するパーソナリティは、関西の芸能事務所所属の若手女性タレント・DJを起用していた。
ABCラジオの2009年春の改編により、4月3日に番組終了。9年半の放送に幕を閉じた。

## 放送時間
- 1999年10月4日 - 2000年3月31日：月～金曜日21:00-22:00
- 2000年4月3日 - 2006年9月30日：月～土曜日21:05-22:00（4月-9月）、同21:00-22:00（10月-3月）
- 2006年10月2日 - 2007年3月31日：月～土曜日21:30-22:00
- 2007年4月2日 - 2007年9月28日：月～金曜日21:05-21:58
- 2007年10月1日 - 2008年3月28日：月～金曜日21:00-22:00
- 2008年3月31日 - 2008年9月27日：月～金曜日21:12-22:00
- 2008年9月29日 - 2009年4月3日：月～金曜日21:15-22:00

### ナイター編成
ナイターシーズンの前番組の「ABCフレッシュアップベースボール」は、試合開始から試合終了まで実況中継するのが原則である為、試合展開により中継が延長した場合は、中継終了後から「ABC朝日ニュース」を5分間・「サウンドトラベル」を7分間挟んだ後スタートとなる。
ナイター中継延長で番組開始が繰り下がっても、この番組の放送終了時間は繰り下がらない。「ミューパラ」が始まる22時までの放送である。最短5分間（正味2分58秒）のOAしかない場合や番組休止の場合もある。
番組が休止した場合は、2007年度まではその日担当の出演者が「ミューパラ」に登場して「ごめんなさいプレゼント」を行っていた。ナイター中継延長が22時以降にずれ込んだ影響で「ミューパラ」の開始時刻が22時30分以降になると、出演者の帰宅の関係で録音での出演になる場合があった。「ごめんなさいプレゼント」は、その時に発表されるキーワードを書いて番組に送ると、抽選で5名に番組グッズ三点セットが当たった。
2008年度については、ABCラジオのインターネットラジオ配信「Webio」でダイジェスト版の番組が放送された。Webioでは著作権処理の関係上音楽は流されず、パーソナリティのフリートークや番組からの告知などで構成される。
また、ABCはテレビ・ラジオで全国高等学校野球選手権大会を実況中継する関係で、7月中旬から大阪大会決勝戦の日まで、近畿地方を中心に地方大会のハイライト番組「めざせ甲子園!ドリームスタジアム」をナイター中継終了後に放送する為、尚一層番組開始が遅くなっていた。

### ナイターオフ編成
2005年度までは通常21時のニュースを20:55に前倒した上で、放送時間を早めていた。2006年度ナイターオフシーズンは「ABCプレミアムボックス」が編成された関係で、同番組は21時30分からの放送開始になり放送時間が短縮されたが、2007年度はプレミアムボックスの放送予定がないため、平年同様21時からスタートになった。2008年度は21時15分からのスタートになった。

## 歴代出演者
- 阿部飛鳥（1999年10月4日-2001年9月26日）
- 柿元文子（1999年10月7日-2001年9月29日）
- 天野美穂子（2001年10月1日-2002年10月2日）
- 三瓶京子（2001年10月4日-2003年9月27日）
- 牧野晴歌（2002年10月7日-2005年9月24日）
- みゆき（2003年10月5日-2005年9月27日）
- 真木ひろか（2005年10月3日-2006年3月28日）
- 林智美（2005年10月5日-2008年3月26日）
- 大谷咲子（2005年10月7日-2008年3月28日）
- 上場瞳（2008年3月31日-2009年3月31日）
- 前田彩名（2008年4月1日-2009年4月3日）
- 浅本美加（2008年4月2日-2008年9月24日）
- 神谷ゆう子（2008年4月3日-2009年4月2日）
- 岸田奈緒美（2008年4月4日-2008年9月26日）

|                             | 月曜日     | 火曜日     | 水曜日     | 木曜日     | 金曜日     | 土曜日   |
| --------------------------- | ---------- | ---------- | ---------- | ---------- | ---------- | -------- |
| 1999年10月4日-2000年3月31日 | 阿部飛鳥   | 阿部飛鳥   | 阿部飛鳥   | 柿元文子   | 柿元文子   | -        |
| 2000年4月3日-2001年9月29日  | 阿部飛鳥   | 阿部飛鳥   | 阿部飛鳥   | 柿元文子   | 柿元文子   | 柿元文子 |
| 2001年10月1日-2002年10月5日 | 天野美穂子 | 天野美穂子 | 天野美穂子 | 三瓶京子   | 三瓶京子   | 三瓶京子 |
| 2002年10月7日-2003年9月27日 | 牧野晴歌   | 牧野晴歌   | 牧野晴歌   | 三瓶京子   | 三瓶京子   | 三瓶京子 |
| 2003年10月2日-2005年10月1日 | 牧野晴歌   | 牧野晴歌   | 牧野晴歌   | みゆき     | みゆき     | みゆき   |
| 2005年10月3日-2006年4月1日  | 真木ひろか | 真木ひろか | 林智美     | 林智美     | 大谷咲子   | 大谷咲子 |
| 2006年4月3日-2007年3月31日  | 林智美     | 林智美     | 林智美     | 大谷咲子   | 大谷咲子   | 大谷咲子 |
| 2007年4月2日-2008年3月28日  | 林智美     | 林智美     | 林智美     | 大谷咲子   | 大谷咲子   | -        |
| 2008年3月31日-2008年9月26日 | 上場瞳     | 前田彩名   | 浅本美加   | 神谷ゆう子 | 岸田奈緒美 | -        |
| 2008年9月29日-2009年4月3日  | 上場瞳     | 上場瞳     | 神谷ゆう子 | 神谷ゆう子 | 前田彩名   | -        |

### 出演者の変遷
番組を担当するパーソナリティーは、1999年の番組開始以来2005年まで、関西の芸能事務所所属の若手女性タレント2名が、週の前半（月～水曜日）・後半（木～金曜日ないしは土曜日）に分担して担当していた。
2005年10月からは三人体制になり、新しく月・火曜日を真木ひろかが、水・木曜日を林智美が、金・土曜日を大谷咲子が担当するようになった。
しかし、半年後の2006年春改編で「ミューパラ」が番組をリニューアルした際、本番組を担当していた真木ひろかを「ミューパラ」に起用した。これに伴い、本番組は以前の様に二人体制になり、週の前半（月-水曜）を林智美が、後半（木-土曜・2007年度からは木・金曜）を大谷咲子がそれぞれ担当するようになった。
2008年春改編では、上場瞳（月曜日担当）・前田彩名（火曜日担当）・浅本美加（水曜日担当）・神谷ゆう子（木曜日担当）・岸田奈緒美（金曜日担当）の計5名が週1日ずつ日替わりで担当する体制へと変更された。
しかし半年後の2008年秋改編により、現役大学生パーソナリティの岸田奈緒美が「就職活動に専念する」として番組を卒業し、また浅本美加が「ミューパラ」の水曜パーソナリティを担当することになったため番組担当を外れた。これに伴い、残る3人が5曜日を分担して担当する体制に変更した。

## コーナー紹介
- Monthly A Music

関西のAM5局が、これから活躍の期待されるアーティストを応援していく企画。
- クイズ21：各曜日ごとにクイズを出題。（2006年以前）
  - ラッパでプー

子ども用のおもちゃのラッパで、天野美穂子・牧野晴歌が曲を演奏。演奏曲を当てる。
  - 電車がGO

曲の上に電車が走る音をのせて曲が聞こえにくいようにした状況で、かかっている曲を当てる。2005年4月のJR福知山線脱線事故に配慮したのか、事故直後に突然中止された。
  - ポエムの国の晴歌

曲の歌詞を牧野晴歌が朗読。曲名を当てる。
  - 牧場の真木ひろか

曲の歌詞を真木ひろかが群馬弁に直して朗読。曲名を当てる。
  - イメージでポン

曲から連想する3つのキーワードを林智美が発表。キーワードからイメージする曲名を当てる。
  - 温泉鼻歌いい湯だな

温泉のイメージ音をバックにみゆきが鼻歌を歌う。その曲を当てる。
- トミーズピックアップ（林智美担当時代）
  - 永遠の17歳）
  - グットリリック

心に"ぐっと”きた歌詞のフレーズをピックアップして、その曲と一緒に紹介する。
  - トミーのおはこ

あらかじめくじ形式でトークのお題を書いた紙を入れた箱を用意し、林智美が生放送中にその箱から1枚のくじを引き、引いたくじに書かれているテーマに基づいて即興でトークをおこなう。
  - トミーの恋愛マニュアル

みんなで一緒に恋愛のマニュアルを作っていく。
  - スポーツをピックアップ

林智美が、いろんなスポーツを熱く語っていく。
- サッキーズピックアップ（大谷咲子担当時代）
  - サッキーの音楽生活

大谷咲子ならこんな時にはこの音楽をおススメ!という音楽を紹介する。
  - （タイトルなし）

大谷咲子が今週1週間で気になったことについて話したり、リスナーからのメッセージを紹介する。
  - タワーレコード売り上げチャート

タワーレコード梅田NU茶屋町店の売り上げチャートTOP10を紹介。そしてそのチャートの中で大谷咲子が気になった曲を1曲届ける。
- しりとりくえすと（2006年-09年）

月曜日から金曜日まで毎日「曲名」をしりとりで繋いでいくコーナー。
- 日替わりコーナー（2008年-09年）

各曜日ごとに、各パーソナリティが独自のコーナーを設置していた。
- - ひーとんのとんでもナイト（上場瞳担当）：日替わりでテーマが変わり視聴者とひーとんこと上場瞳が対決するコーナー
  - みんなで作ろう!ひーとんカルタ（上場瞳担当）
  - かみゅう先生の保健室（神谷ゆう子担当）かみゅうこと神谷ゆう子がリスナーの悩みを解決するコーナー
  - あやっちの自信を持っておすすめします みんな聞いて（前田彩名担当）：あやっちこと前田彩名のおすすめを紹介するコーナー
  - あーみーのあるあるあるよ（浅本美加担当）： あーみーこと浅本美加がありそうなことを発表するコーナー　
  - ハリーの学校リサーチ部（岸田奈緒美担当）： ハリーこと岸田奈緒美がお題を考えリスナーに答えてもらうコーナー

## 21グッズ
- お風呂ラジオ(番組初期の最も豪華なグッズ)
- 3色ペンセット
- シールセット
- 缶バッジ